# Acanthocarpus delsolari
Acanthocarpus delsolari Garth, 1973 è un crostaceo decapode appartenenti alla famiglia Calappidae.

## Distribuzione e habitat
Proviene dall'oceano Pacifico.